# Traian Cocorăscu
Traian Cocorăscu (n. 15 februarie 1888 – d. 11 octombrie 1970) a fost un general român, care a luptat în cel de-al doilea război mondial.

## Funcții Militare
- 23 ianuarie 1941 - 25 martie 1942 - Comandantul Diviziei 9 Cavalerie.
- 26 martie 1942 - Comandantul Corpului de Cavalerie.
- 1942 - Trecut în rezervă.

În 1942, a fost trecut în rezervă împreună cu alți generali de către Mareșalul Antonescu pentru „slăbiciune la comandă” sau „lipsă de energie”.

## Decorații
- Ordinul „Coroana României” în gradul de Comandor cu însemne militare (9 mai 1941)[3]